# Geometria molecular antiprismática quadrada

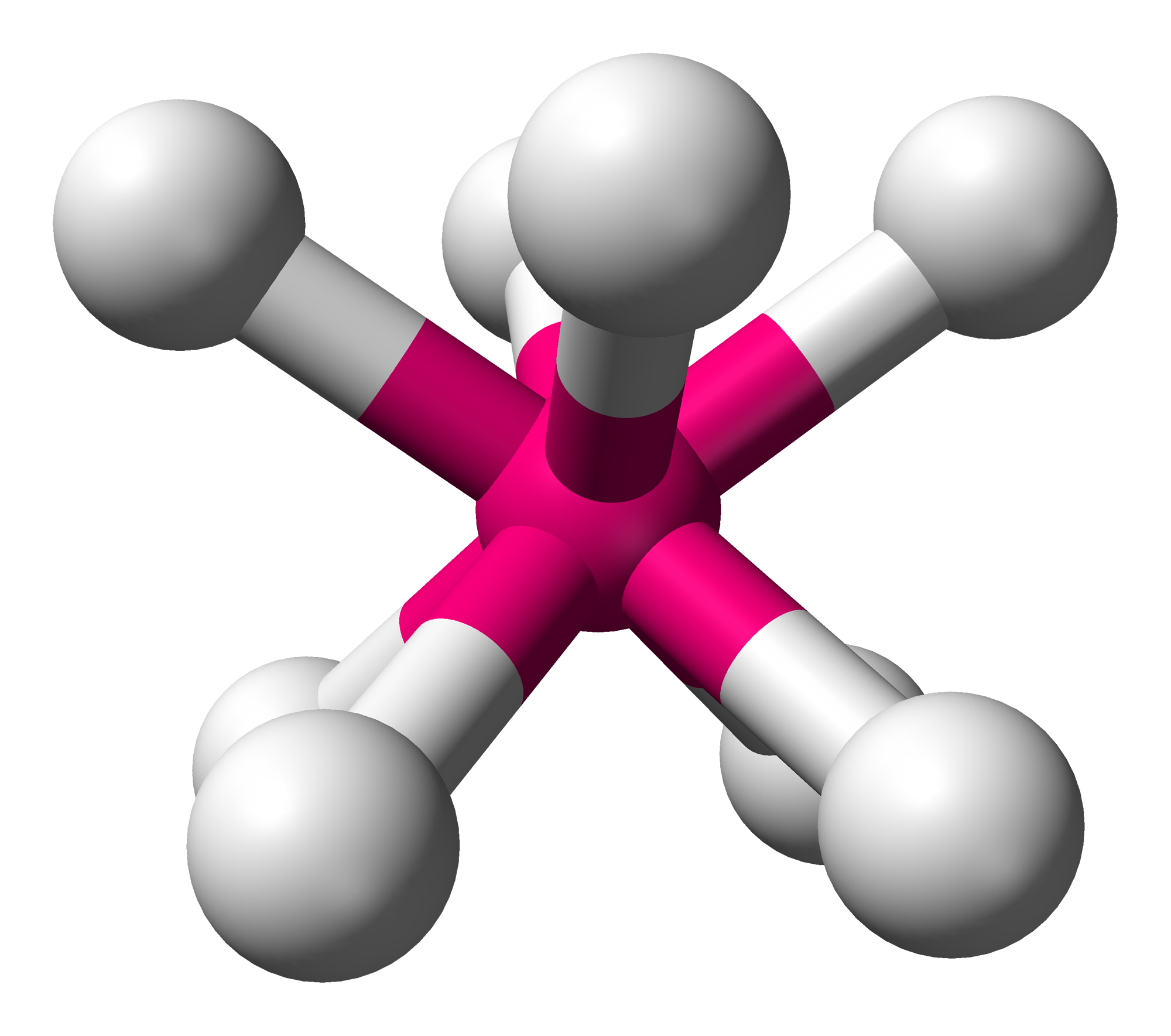
Modelo genérico de molécula com essa geometria

Na química, a geometria molecular antiprismática quadrada descreve a forma de alguns compostos com NCT 8, ou seja, compostos nos quais oito átomos, grupos de átomos ou ligantes são arranjados ao redor de um mesmo átomo central, definindo os vértices de um antiprisma quadrado. Ela ocorre quando não há rigidez estereoquímica e é relativamente rara.
Ela é a geometria de menor energia possível dentre as três configurações conhecidas para o número de coordenação 8.

## Exemplos
IF−
8
XeF2−
8
ReF−
8
ZrF4−
8